# 26e cérémonie des Boston Society of Film Critics Awards
La 26e cérémonie des Boston Society of Film Critics Awards, décernés par la Boston Society of Film Critics, a eu lieu le 11 décembre 2005, et a récompensé les films réalisés dans l'année.

## Palmarès

### Meilleur film
- Le Secret de Brokeback Mountain (Brokeback Mountain)
  - Munich

### Meilleur réalisateur
- Ang Lee pour Le Secret de Brokeback Mountain (Brokeback Mountain)
  - Steven Spielberg pour Munich

### Meilleur acteur
- Philip Seymour Hoffman pour le rôle de Truman Capote dans Truman Capote (Capote)
  - Heath Ledger pour le rôle d'Ennis Del Mar dans Le Secret de Brokeback Mountain (Brokeback Mountain)

### Meilleure actrice
- Reese Witherspoon pour le rôle de June Carter dans Walk the Line
  - Keira Knightley pour le rôle d'Elizabeth Bennet dans Orgueil et Préjugés (Pride & Prejudice)

### Meilleur acteur dans un second rôle
- Paul Giamatti pour le rôle de Joe Gould dans De l'ombre à la lumière (Cinderella Man)
  - Oliver Platt pour le rôle de Paprizzio dans Casanova et pour le rôle de Pete Van Heuten dans Faux Amis (The Ice Harvest)

### Meilleure actrice dans un second rôle
- Catherine Keener pour ses rôles dans Truman Capote (Capote), The Ballad of Jack and Rose et 40 ans, toujours puceau (The 40-Year-Old Virgin)

### Meilleure distribution
- Syriana
  - Collision (Crash)

### Réalisateur le plus prometteur
- Joe Wright pour Orgueil et Préjugés (Pride & Prejudice)
  - Paul Haggis pour Collision (Crash)

### Meilleur scénario
- Truman Capote (Capote) – Dan Futterman
  - Munich – Tony Kushner et Eric Roth

### Meilleure photographie
- Good Night and Good Luck – Robert Elswit
  - Le Secret de Brokeback Mountain (Brokeback Mountain) – Rodrigo Prieto

### Meilleur film en langue étrangère
- Crazy Kung-Fu (功夫) •  Chine /  Hong Kong
  - 2046 •  Hong Kong

### Meilleur film documentaire
- Murderball
  - Grizzly Man